# 2014年冬季奥林匹克运动会冰岛代表团
2014年冬季奧林匹克運動會冰島代表團是冰島所派出的2014年冬季奧林匹克運動會代表團，共派出5名參賽者參加2個項目。

## 獎牌
| 隊伍 | 金牌 | 銀牌 | 銅牌 | 總數 |
| 冰島 | 0    | 0    | 0    | 0    |

## 外部連結
- Iceland at the 2014 Winter Olympics（页面存档备份，存于）